# Dioclea aurea
Dioclea aurea är en ärtväxtart som beskrevs av R.H.Maxwell. Dioclea aurea ingår i släktet Dioclea och familjen ärtväxter. Inga underarter finns listade i Catalogue of Life.